# Leporinus paralternus
Leporinus paralternus är en fiskart som beskrevs av Fowler, 1914. Leporinus paralternus ingår i släktet Leporinus och familjen Anostomidae. Inga underarter finns listade i Catalogue of Life.